# Obsinnich

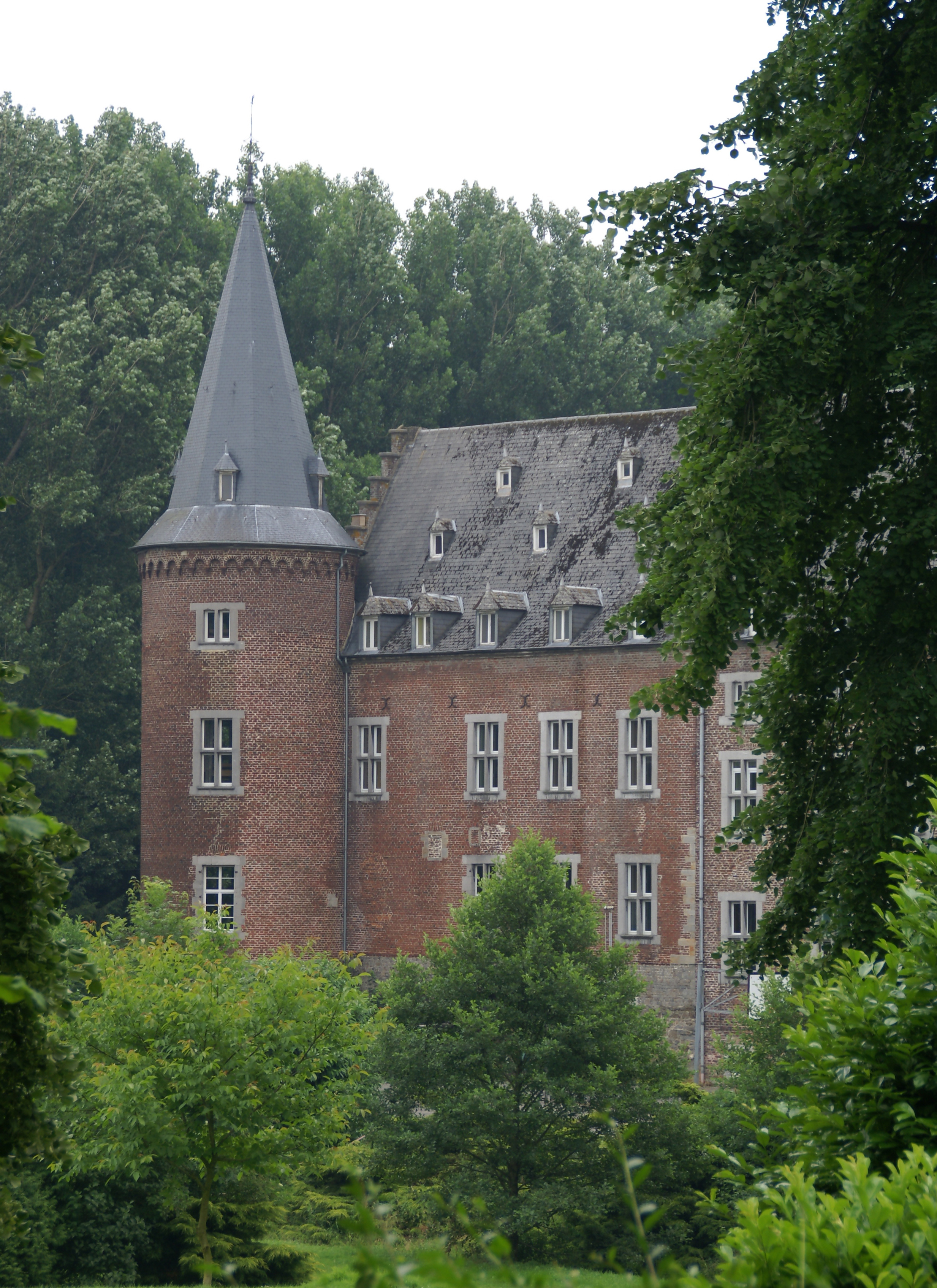
Kasteel van Obsinnich

Obsinnich (in de oorspronkelijke Nederlandse spelling Opsinnich) is een gehucht van Remersdaal, een deelgemeente van Voeren. Obsinnich ligt in de Belgische provincie Limburg.
Het gehucht gaat terug op een middeleeuwse heerlijkheid met een versterkt huis. Op deze plek aan de rivier de Gulp gelegen, iets meer stroomopwaarts dan het nabije gehucht Sinnich, staat nu het herbouwde en veelvuldig verbouwde kasteel van Obsinnich.
In Obsinnich staat aan spoorlijn 24 ook het voormalige station Remersdaal.

## Geschiedenis
Tot de opheffing van het hertogdom Limburg hoorde Opsinnich tot de Limburgse hoogbank Montzen. Net als de rest van het hertogdom werd Opsinnich bij de annexatie van de Zuidelijke Nederlanden door de Franse Republiek in 1795 opgenomen in het toen gevormde departement Ourthe.

## Geografie
Het ligt in het Gulpdal aan de voet van een heuvelplateau, het Plateau van Crapoel, met uitgestrekte beboste hellingen, het Bos van Opsinnich, onderdeel van het Beusdalbos. Landschappelijk bezien hoort Opsinnich bij het Land van Herve.

## Kasteel
Het Kasteel van Obsinnich, dat tegenwoordig Castel Notre Dame heet, is sinds enige decennia een verblijfsaccommodatie, ook erkend door toerisme Vlaanderen. Bij het kasteel bevond zich vroeger de Molen van Obsinnich.

## Verdere bezienswaardigheden
- Bos van Opsinnich (Beusdalbos)
- Viaduct van Remersdaal met tunnel van Remersdaal